# Tournoi de tennis de Cesena

Le tournoi de Cesena (Italie) est une compétition de tennis du circuit professionnel féminin WTA.
La seule édition de l'épreuve a été organisée en 1992.

## Palmarès

### Simple
| No | Date       | Nom et lieu du tournoi       | Catégorie | Dotation  | Surface         | Vainqueure  | Finaliste         | Score    |         |
| -- | ---------- | ---------------------------- | --------- | --------- | --------------- | ----------- | ----------------- | -------- | ------- |
| 1  | 17-02-1992 | Cesena Championships, Cesena | Tier V    | 100 000 $ | Moquette (int.) | Mary Pierce | Catherine Tanvier | 6-1, 6-1 | Tableau |

### Double
| No | Date       | Nom et lieu du tournoi      | Catégorie | Dotation  | Surface         | Vainqueures                       | Finalistes                       | Score   |         |
| -- | ---------- | --------------------------- | --------- | --------- | --------------- | --------------------------------- | -------------------------------- | ------- | ------- |
| 1  | 17-02-1992 | Cesena Championships Cesena | Tier V    | 100 000 $ | Moquette (int.) | Catherine Suire Catherine Tanvier | Sabine Appelmans Raffaella Reggi | Forfait | Tableau |